# Хазен, Ионусон Менашевич
Ионусон Менашевич Хазен (26 февраля 1901, Волочиск, Волынская губерния, Российская империя — 20 июня 1979, Москва, СССР) — советский учёный в области авиационной и космической медицины еврейского происхождения. Стоял у истоков пилотируемой космонавтики в области медицинских исследований, участник отбора кандидатов в Первый отряд космонавтов СССР, доктор медицинских наук (1949), профессор (1949), полковник медицинской службы.

## Биография
Родился 26 февраля 1901 года в городе Волочиск, Волынской губернии.

### Начало деятельности
В 1925 году после окончания Одесского медицинского института, работал врачом физиологом. С 1932 года научный работник и аспирант Всесоюзного института экспериментальной медицины, занимался научными исследованиями в области физиологии пищеварения, обмена веществ и питания под руководством профессора И. П. Разенкова. В 1935 году И. М. Хазен защитил диссертацию на соискание учёной степени кандидат медицинских наук. С 1937 года начал заниматься вопросами связанными с  проблемами авиационной медицины и изучения влияния пониженного атмосферного давления и снижения содержания кислорода на различные физиологические системы организма. С 1939 по 1940 год И. М. Хазен совместно с патофизиологом Н. Н. Сиротиным  участвовал в высокогорных экспедициях на Эльбрус.

### Военный и послевоенный период в ЦИУВ
В 1941 году призван в ряды РККА. С 1941 года участник Великой Отечественной войны в качестве начальника Военно-санитарного поезда №1002 и начальника полевого эвакопункта №1, под руководством И. М. Хазена проводилась эвакуация раненых военнослужащих 33-й и 43-й армий. С 1942 года — начальник 1-го отдела Управления полевого эвакопункта №18 Санитарного управления Воронежского фронта, участник Битвы за Москву. С 1944 по 1963 год на научно-педагогической работе на Военном факультете Центрального института усовершенствования врачей в должностях — заместитель начальника, и с 1956 по 1961 год — начальник кафедры авиационной и космической медицины, занимался медицинскими исследованиями в области пилотируемой космонавтики, а так же исследованиями в области физиологии ускорений, высотной физиологии, занимался изучением реакции организма на экстремальные факторы, в частности на вибрацию, физические перегрузки и перепады давления, с 1961 года занимался изучением проблем в области космической физиологии. В 1949 году И. М. Хазен защитил диссертацию на соискание учёной степени доктор медицинских наук и в этом же году приказом ВАК СССР ему было присвоено учёное звание профессор.
По словам ученика И. М. Хазена, профессора А. С. Барера:

 Особо должен отметить, сколь значительную роль в моей судьбе сыграл профессор И. М. Хазен. Его научное руководство не ограничивалось рамками диссертационной работы. Это была, безусловно, воспитательная работа. Будучи представителем фундаментальной школы физиологии и, в частности, школы И. П. Разенкова, он настойчиво прививал мне взвешенность суждений и строгость интерпретации научных фактов...

### В Институте космической биологии и медицины
С 1963 по 1970 год на научно-исследовательской работе в Институте космической биологии и медицины в должности ведущего научного сотрудника. И. М. Хазен принимал непосредственное участие в обеспечении  пилотируемых полётов по околоземной орбите на космических кораблях серий «Восток», «Восход» и «Союз», был участником отбора кандидатов в Первый отряд космонавтов СССР. И. М. Хазен стоял у истоков экспериментов с барокамерой, был одним из руководителей эксперимента по моделированию космического полёта длительностью 366 суток, проводившемся в наземном лабораторном комплексе ИМБП. С 1970 по 1979 год  в качестве научного консультанта работал в НИИ машиноведения АН СССР.
И. М. Хазен являлся автором около 200 научных работ и монографий, в том числе «Очерки космической физиологии» (1967), при его непосредственном участии в качестве составителя и члена редакционной коллегии вышло первое и второе издание «Справочника по космической биологии и медицине» (1967 и 1972).
И. М. Хазен бы участником создания журнала «Космическая биология и медицина», под его руководством было выполнено более двадцати кандидатских и докторских диссертаций.
Скончался 20 июня 1979 года в Москве, похоронен на Востряковском кладбище.

## Награды
- Орден Красной Звезды (30.12.1956)
- Медаль «За боевые заслуги» (07.08.1943, 15.11.1950)
- Медаль «За оборону Москвы» (01.05.1944)
- Медаль «За победу над Германией в Великой Отечественной войне 1941—1945 гг.» (09.05.1945)[3]
- Медаль «За доблестный труд в Великой Отечественной войне 1941—1945 гг.»[4]